# Cuatro Caminos (metrostation)
Cuatro Caminos is een metrostation op de grens van de stadsdelen Chamberí en Tetuán van de Spaanse hoofdstad Madrid dat werd geopend op 17 oktober 1919.

## Geschiedenis
Cuatro Caminos is het noordelijkste van de acht stations van de oorspronkelijke Madrileense metrolijn die op 17 oktober 1919 door Koning Alfonso XIII werd geopend. Destijds waren de perrons 60 meter lang, hetgeen voldoende was voor de destijds gebruikte metrostellen met drie bakken. De werkplaats van de metro lag in 1919 ongeveer 125 meter ten westen van het station en was via een tunnel met het noordeinde van de sporen in het station verbonden. Op 6 maart 1929 werd de metrolijn naar het noorden doorgetrokken tot het nieuwe eindpunt Tetuán zodat  Cuatro Caminos niet langer het eindpunt van de lijn was. 

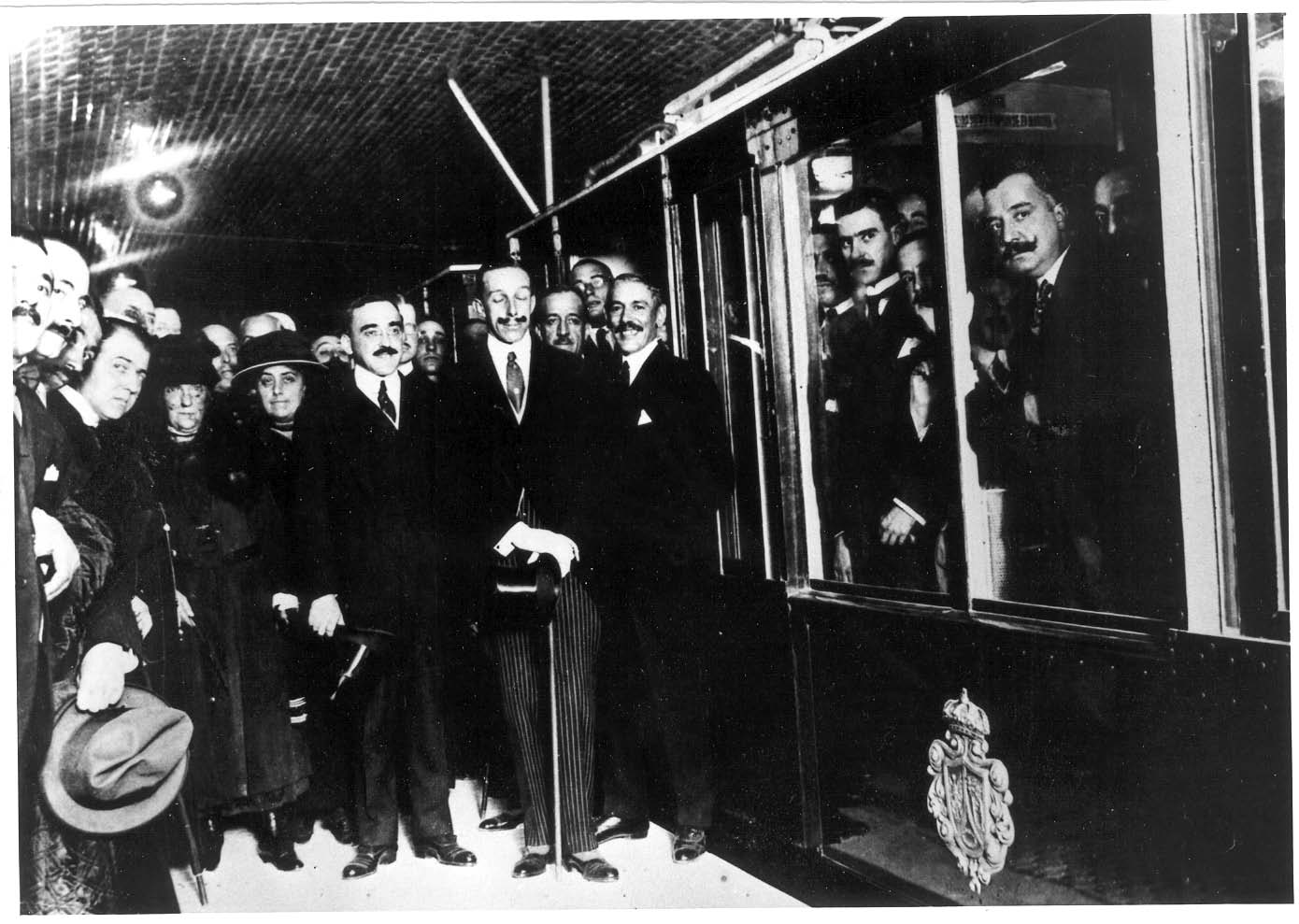
Koning Alfonso XIII met de koninklijke familie, genodigden en metropersoneel bij de openingsceremonie van de metro op station Cuatro Caminos
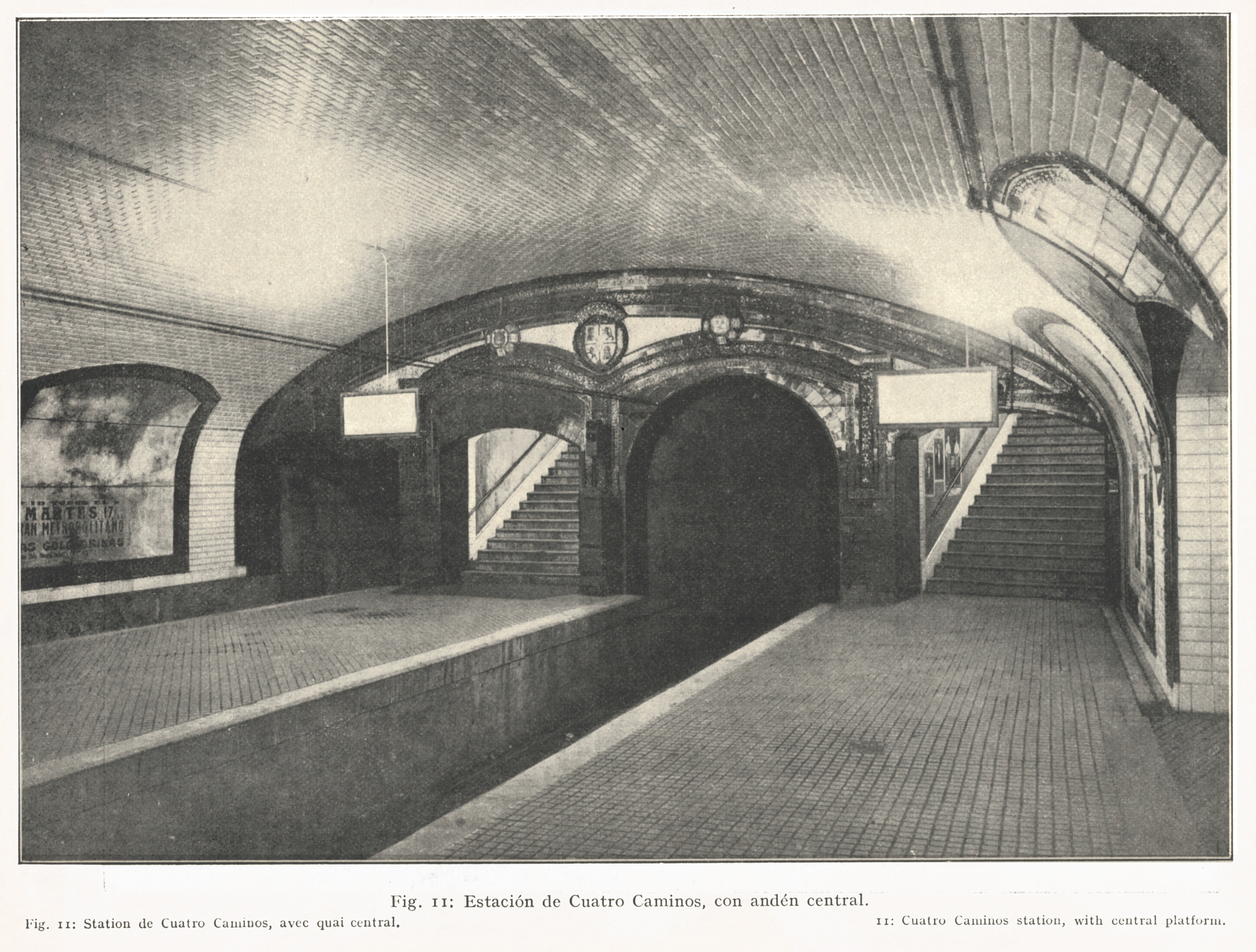
De perrons van lijn 2 kort na de opening

Op 10 september 1929 werd lijn 2 onder de Calle Bravo Murillo doorgetrokken van Quevedo naar Cuatro Caminos. De perrons van lijn 2 kwamen ten westen van die van lijn 1 op dezelfde diepte. Hier werd de Spaanse methode toegepast voor een van de sporen terwijl het andere spoor aan de buitenkant van het middenperron ligt. Deze constructie is op lijn 2 alleen hier toegepast en op het hele net alleen nog bij Argüelles en Puerta de Arganda .
In de jaren 60 van de 20e eeuw werden de perrons van lijn 1 aan de zuidkant verlengd tot 90 meter . In samenhang hiermee werd aan de zuidkant van de verlengde perrons een toegang in de Calle Maudes toegevoegd.  
Het eerste deel van  ringlijn 6, tussen Cuatro Caminos en Pacífico werd op 11 oktober 1979 geopend. Het bouwdeel van lijn 6 is ten opzichte van de zeespiegel niet het diepst gelegen metrostation van Madrid, het is met 45 meter echter wel het metrostation dat het diepst onder straatniveau ligt. Op 13 januari 1987 werd lijn 6 ten westen van het station doorgetrokken naar Ciudad Universitaria.

Ligging van de metrolijnen rond  Cuatro Caminos
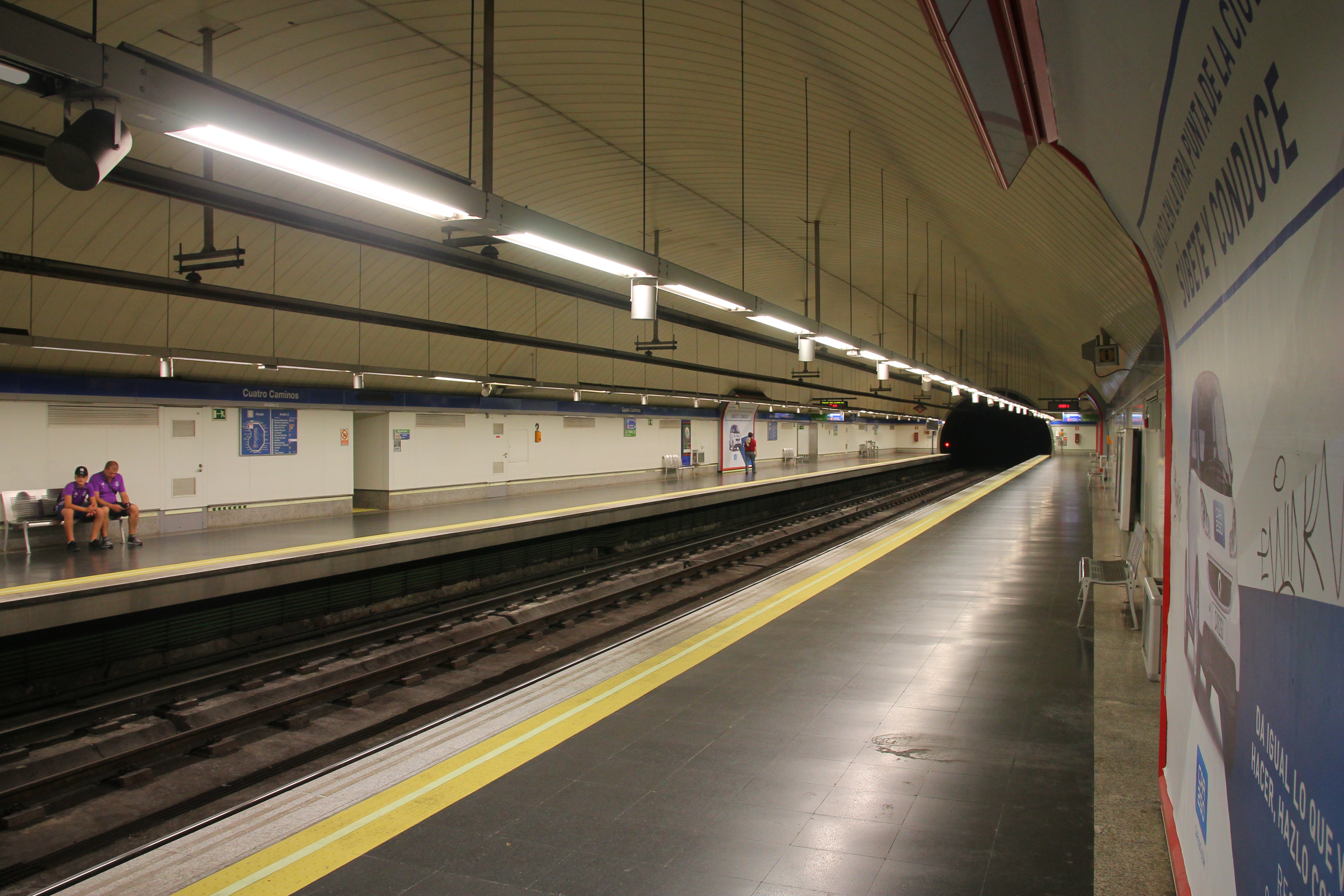
Sporen en perrons van lijn 6